# Princes Park
Princes Park är en park i Storbritannien. Den ligger i grevskapet East Sussex och riksdelen England, i den södra delen av landet, 90 km söder om huvudstaden London.